# Центристский демократический интернационал
Центри́стский демократи́ческий интернациона́л (англ. Centrist Democrat International) — крупнейшее и влиятельное международное объединение политических партий и организаций США, Евросоюза, Латинской Америки на основе принципов христианского гуманизма, то есть, гуманизма, признающего наличие духовного измерения у природы человека и преданного идеалам братства. Поддерживается Демократической партией США.

## История
Интернационал был основан в 1961 году под названием «Всемирный христианско-демократический союз» (англ. Christian Democrat World Union) с целью продвижения идей христианской демократии. В союз вошли три международные ассоциации партий: «Новые международные команды» (фр. Nouvelles Équipes Internationales) (предшественник «Европейского христианско-демократического союза» — англ. European Union of Christian Democrats), «Христианско-демократическая организация Америки» и «Христианско-демократический союз Центральной Европы» (англ. Christian Democrat Union of Central Europe). В 1982 году организация была переименована в «Интернационал христианской демократии» (англ. Christian Democrat International), а в 1999 году в «Центристский демократический интернационал», чтобы отразить растущее участие в движении представителей различных религий. В некоторых документах организации также используется другое название, «Интернационал христианско-демократических и народных партий» (англ. Christian Democrat and People's Parties International). Штаб-квартира ЦДИ расположена в Брюсселе.
На данный момент в интернационал входит свыше 100 партий. Некоторые из этих партий трудно идентифицировать как христианско-демократические. Большинство европейских членов ЦДИ также состоят в Европейской народной партии.
При ЦДИ действует молодёжная организация «Молодёжь центристского демократического интернационала» (англ. Youth of the Centrist Democrat International).
В июне 2008 года членом-наблюдателем стала партия «Единая Россия», в настоящий момент партия не участвует в деятельности интернационала и не состоит в его участниках.

## Партии — члены интернационала

### Азия
- Азербайджан — «Новый Азербайджан» (азерб. «Yeni Azərbaycan» Partiyası)
- Камбоджа — ФУНСИНПЕК (FUNCINPEC)
- Ливан
  -  — Катаиб (араб. Kata’eb al-Lubnaniyya الكتائب اللبنانية‎; фр. Phalanges libanaises)
  -  — Христианско-демократический союз Ливана (фр. Union Chretienne Democrate Libanaise (UCDL); араб. حزب المسيحي الدمقراطي‎)
- Филиппины — Лакас/Кампи/Христианские и мусульманские демократы (таг. Lakas Kampi Christian-Muslim Democrats, Lakas Kampi CMD)

### Америка
- Аргентина — Христианско-демократическая партия (исп. Partido Demócrata Cristiano, PDC)
- Аруба — Народная партия Арубы (нидерл. Arubaanse Volkspartij, AVP; исп. Partido di Pueplo Arubano)
- Боливия — Христианско-демократическая партия (исп. Partido Demócrata Cristiano, PDC)
- Бразилия — Демократы (Бразилия) (порт. Democratas (Brasil))
- Венесуэла — Социал-христианская партия Венесуэлы (исп. Partido Social Cristiano de Venezuela — COPEI)
- Доминиканская Республика — Социал-христианская реформистская партия (исп. Partido Reformista Social Cristiano)
- Колумбия — Колумбийская консервативная партия (исп. Partido Conservador Colombiano, PC)
- Куба
  -  — Христианское движения «Освобождение» (исп. Movimiento Cristiano "Liberacion")
  -  — Христианско-демократическая партия Кубы (исп. Partido Demócrata Cristiano de Cuba)
- Мексика — Партия национального действия (исп. Partido Acción Nacional, PAN)
- Нидерландские Антильские острова
  - Кюрасао — Национальная народная партия (нидерл. Nationale Volkspartij)
- Парагвай — Христианско-демократическая партия (исп. Partido Demócrata Cristiano, PDC)
- Перу — Народно-христианская партия (исп. Partido Popular Cristiano, PPC)
- Сальвадор — Христианско-демократическая партия (исп. Partido Demócrata Cristiano, PDC)
- Чили — Христианско-демократическая партия (исп. Partido Demócrata Cristiano, PDC)
- Эквадор — Народная демократия — Христианско-демократический союз (исп. Democracia Popular — Unión Demócrata Cristiana, DP/UDC)

### Африка
- Ангола — Национальный союз за полную независимость Анголы (порт. União Nacional para a Independência Total de Angola)
- Буркина-Фасо — Союз за республику (фр. Union pour la République)
- Кабо-Верде — Движение за демократию (порт. Movimento para a Democracia, MD)
- ДР Конго — Освободительное движение Конго (фр. Mouvement pour la Liberation du Congo)
- Кот-д’Ивуар — Объединение республиканцев (фр. Rassemblement des Républicains)
- Маврикий — Маврикийский демократический союз (фр. Union Democratique Mauricienne)
- Мавритания
  -  — Союз за демократию и прогресс (фр. Union pour la Démocratie et le Progrès)
  -  — Союз за республику (фр. Union pour la république)
- Марокко — Истикляль (араб. hizb al-istiqlāl حزب الإستقلال‎)
- Мозамбик — Демократическое движение Мозамбика (порт. Movimento Democrático de Moçambique)
- Экваториальная Гвинея
  -  — Народное движение (исп. Acción Popular)
  -  — Народный союз (исп. Unión Popular)

### Европа
- Албания — Демократическая партия Албании (алб. Partia Demokratike e Shqipërisë, PDSH)
- Армения — Партия «Страна Закона» (арм. Оրինաց երկիր)
- Андорра — Демократический центр Андорры (кат. Centre Demòcrata Andorrà, CDA)
- Беларусь — Белорусская христианская демократия (бел. Беларуская Хрысціянская Дэмакратыя)
- Бельгия — Христианско-демократическая и фламандская (нидерл. Christen-Democratisch en Vlaams, CD&V)
- Болгария — Союз демократических сил (болг. Съюз на демократичните сили, СДС)
- Венгрия — Фидес — Венгерский гражданский союз (венг. Fidesz – Magyar Polgári Szövetség)
- Германия — Христианско-демократический союз Германии (нем. Christlich Demokratische Union Deutschlands, CDU), Христианско-социальный союз (ХСС) (CSU — Christlich-Soziale Union in Bayern e.V.)
- Греция — Новая демократия (греч. Νέα Δημοκρατία)
- Грузия — Европейская Грузия (груз. ევროპული საქართველო)
- Дания — Христианские демократы (дат. Kristendemokraterne)
- Ирландия — Фине Гэл (ирл. Fine Gael)
- Испания
  -  — Народная партия (исп. Partido Popular)
  -  — Демократическое единство Каталонии (кат. Unió Democràtica de Catalunya)
- Италия
  -  — Союз христианских демократов и центра (итал. Unione dei Democratici Cristiani e di Centro)
  -  — Союз демократов за Европу (итал. Unione Democratici per l'Europa — UDEUR Popolari)
- Кипр — Демократический сбор (греч. Δημοκρατικός Συναγερμός)
- Мальта — Националистическая партия (мальт. Partit Nazzjonalista)
- Молдова — Христианско-демократическая народная партия (рум. Partidul Popular Creştin Democrat)
- Нидерланды — Христианско-демократический призыв (нидерл. Christen Democratisch Appèl (CDA))
- Норвегия — Христианская народная партия (норв. Kristelig Folkeparti, нюнорск Kristeleg Folkeparti), KrF)
- Португалия — Социал-демократическая партия (порт. Partido Social Democrata)
- Румыния
  -  — Демократическая либеральная партия Румынии (рум. Partidul Democrat-Liberal)
  -  — Христианско-демократическая национал-цэрэнистская партия рум. Partidul Naţional Ţărănesc Creştin Democrat,  PNŢCD)
  -  — Христианско-демократическая партия румынских венгров (венг. Romániai Magyar Kereszténdemokrata Párt)
- Сан-Марино — Сан-Маринская христианско-демократическая партия (итал. Partito Democratico Cristiano Sammarinese, PDCS)
- Словакия — Словацкий демократический и христианский союз — Демократическая партия (словац. Slovenská demokratická a kresťanská únia — Demokratická strana, SDKÚ-DS)
- Словения
  -  — Словенская демократическая партия (словен. Slovenska demokratska stranka, SDS)
  -  — Новая Словения — Христианская народная партия (словен. Nova Slovenija — Krščanska ljudska stranka, NSi)
- Украина — Христианско-демократический союз (укр. Християнсько-Демократичний Союз, ХДС)
- Франция — Союз за народное движение (фр. Union pour un mouvement populaire, UMP)
- Хорватия — Хорватское демократическое содружество (хорв. Hrvatska demokratska zajednica)
- Чехия — Христианско-демократический союз — Чехословацкая народная партия (чеш. Křesťanská a demokratická unie – Československá strana lidová, KDU-ČSL)
- Швеция — Христианско-демократическая партия (швед. Kristdemokraterna)

## Партии — наблюдательные члены
- Болгария
  -  — Земледельческий народный союз (болг. Български земеделски народен съюз — Народен съюз)
  -  — Демократическая партия (Болгария) (болг. Демократическа партия, ДП)
- Бразилия — Бразильская социал-демократическая партия (порт. Partido da Social Democracia Brasileira)
- Гондурас — Национальная партия (исп. Partido Nacional, PN)
- Мадагаскар — Fanorenana
- Мозамбик — Мозамбикское национальное сопротивление (порт. Resistência Nacional Moçambicana, РЕНАМО)
- Румыния — Демократический союз венгров Румынии (венг. Romániai Magyar Demokrata Szövetség; рум. Uniunea Democrată Maghiară din România)
- Сербия — Христианско-демократическая партия Сербии (серб. Демохришћанска Странка Србије)
- Словакия
  -  — Партия венгерской коалиции (словац. Strana maďarskej koalície, венг. Magyar Koalíció Pártja)
  -  — Христианско-демократическое движение (словац. Kresťanskodemokratické hnutie, KDH)